# جون ديفيس (مؤرخ أمريكي)
جون ديفيس (بالإنجليزية: John Davis)‏ هو مؤرخ وعازف بيانو أمريكي، ولد في 22 أكتوبر 1957.